# La meravigliosa amante di Adolphe
La meravigliosa amante di Adolphe (Adolphe, ou l'âge tendre) è un film del 1968 diretto da Bernard Toublanc-Michel.

## Trama
Henri Robeck è un giovane regista di vent'anni, desideroso di adattare per il cinema il romanzo Adolphe di Benjamin Constant, spendendo poco e con l'aiuto di alcuni amici.
Henri è alla ricerca di una proprietà per l'arredamento. Trova il set per le riprese e chiede a Helen, una donna di origine polacca che è la governante e amante del conte di Pourtalain, di recitare nel film. Helen accetta ed entrambi, durante le riprese, vivono lo stesso dramma di Adolphe ed Ellénore, protagonisti del romanzo.